# Katie Taylor
Katie Taylor (Bray, 2. lipnja 1986.), irska boksačica, osvajačica zlatne olimpijske medalje u Londonu 2012. godine.
Katie je bila irska, europska, svjetska i olimpijska prvakinja u kategoriji do 60 kg. 
Počela je trenirati boks 1998. godine u dobi od 12 godina. Njezin prvi značajan uspjeh je bio 2005. na Europskom amaterskom prvenstvu u Tønsbergu u Norveškoj, kada je osvojila zlatnu medalju, pobijedivši Evu Wahlström iz Finske u finalu lake kategorije do 60 kg. Europska prvakinja bila je još četiri puta u Varšavi 2006., Vejlu 2007., Mikolajivu 2009. i Rotterdamu 2011. godine.
Svjetska prvakinja bila je ukupno četiri puta prvi puta 2006. godine u indijskom New Delhiju kada je postala prvi Irkinja s titulom svjetskog prvaka. Drugi puta je postala svjetska prvakinja u Ningbou 2008., zatim u Barbadosu 2010. i Qinhuangdaou 2012. godine.
Na otvaranju Olimpijskih igara u Londonu nosila je irsku zastavu. Dobila je nagradu za najbolju irsku sportašicu 2012. godine.

## Vanjske poveznice
- Službena stranica  Arhivirana inačica izvorne stranice od 28. rujna 2017. (Wayback Machine)